# 大花无叶兰
大花无叶兰（学名：Aphyllorchis gollanii）为兰科无叶兰属下的一个种。